# Atletismo nos Jogos Pan-Americanos de 1955 - Lançamento de dardo masculino
A prova do lançamento de dardo masculino nos Jogos Pan-Americanos de 1955 foi realizada na Cidade do México, México.

## Medalhistas
| Ouro                        | Prata                       | Bronze                         |
| Bud Held USA Estados Unidos | Ricardo Héber ARG Argentina | Reinaldo Oliver PUR Porto Rico |

## Resultados
| Posição           | Nome            | Nacionalidade      | Marca | Notas |
| ----------------- | --------------- | ------------------ | ----- | ----- |
| Medalha de ouro   | Bud Held        | USA Estados Unidos | 69.77 |       |
| Medalha de prata  | Ricardo Héber   | ARG Argentina      | 66.15 |       |
| Medalha de bronze | Reinaldo Oliver | PUR Porto Rico     | 65.56 |       |
| 4                 | Carlos Fajer    | MEX México         | 61.84 |       |
| 5                 | Brígido Iriarte | VEN Venezuela      | 56.29 |       |
| 6                 | Alberto Vera    | MEX México         | 53.97 |       |